# 鳥取県道270号徳丸富枝線
鳥取県道270号徳丸富枝線（とっとりけんどう270ごう とくまるとみえだせん）は、鳥取県八頭郡八頭町を通る一般県道である。

## 概要
八頭郡八頭町徳丸から八頭郡八頭町富枝に至る。

### 路線データ
- 起点：鳥取県八頭郡八頭町徳丸（国道29号交点）
- 終点：鳥取県八頭郡八頭町富枝（富枝交差点、国道29号交点）

## 地理

### 通過する自治体
- 鳥取県
  - 八頭郡八頭町

### 交差する道路
| 交差する道路            | 交差する場所 | 交差する場所      |
| ----------------------- | ------------ | ----------------- |
| 国道29号 国道482号 重複 | 徳丸         | 起点              |
| 鳥取県道37号岩美八東線  | 富枝         |                   |
| 国道29号 国道482号 重複 | 富枝         | 富枝交差点 / 終点 |

### 沿線
- 道の駅はっとう
- 八東総合運動公園
- 八頭町役場 八東庁舎
- 八頭町立八東小学校